# Arena Forum Copenhagen

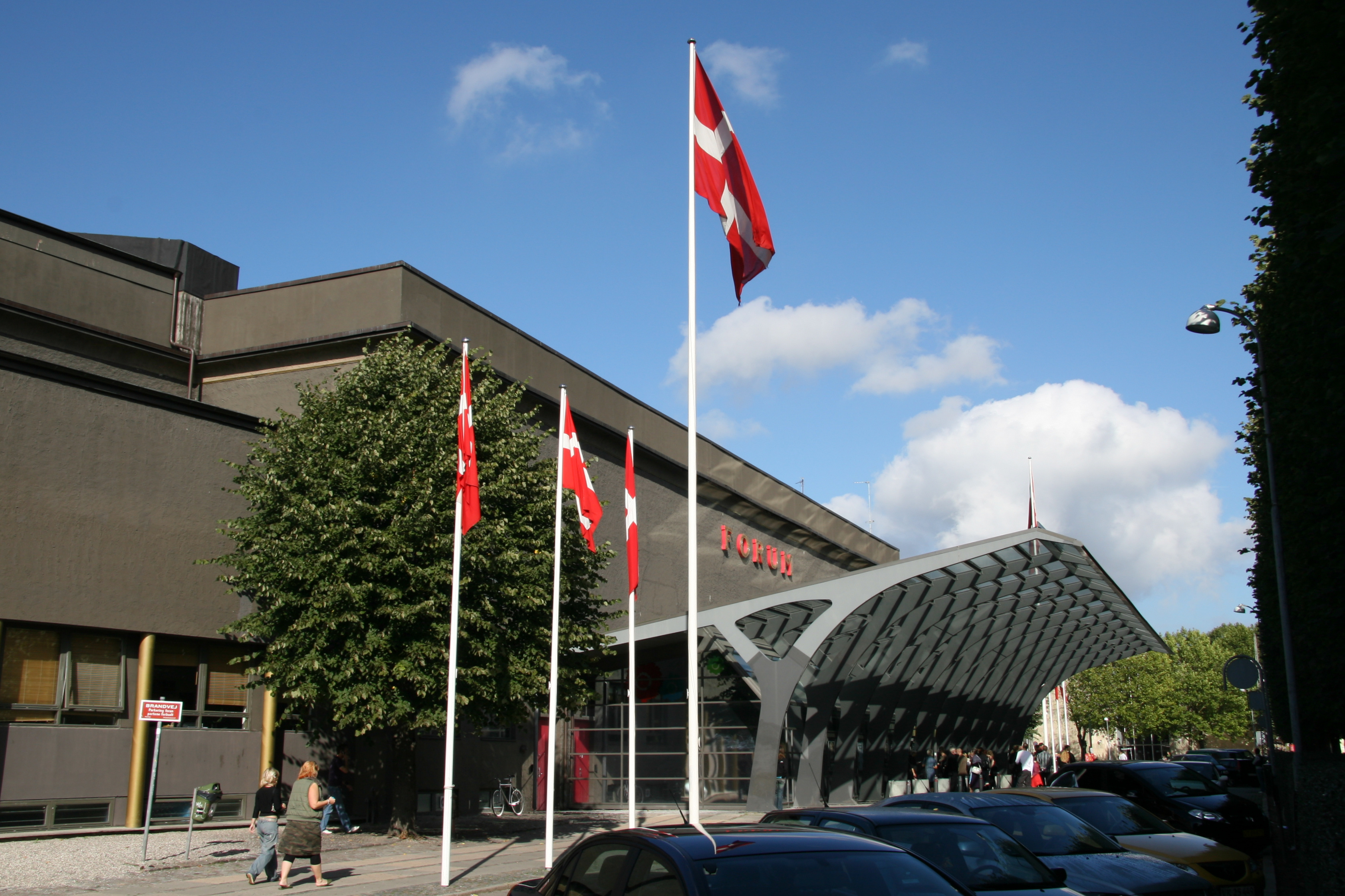
Forum Copenhagen

Arena Forum Copenhagen este o arenă situată în Copenhaga, Danemarca. Este o clădire mare ce găzduiește concerte, târguri, expoziții și evenimente importante. Arena are o capacitate de 10000 de oameni. A fost construită în 1926, pentru a gazdui o expozitie de mașini, iar între anii 1996-1997 a fost renovată. În Al Doilea Război Mondial sala a fost distrusă.

## Evenimente importante
- 2003 - a găzduit Concursul Muzical Eurovision Junior 2003, prima ediție a Concursului Muzical Eurovision Junior